# Iris Pahmeier
Iris Pahmeier (* 1960) ist eine deutsche Sportwissenschaftlerin und Hochschullehrerin.

## Leben
Pahmeier studierte an der Westfälischen Wilhelms-Universität Münster sowie der Universität Bielefeld Deutsch, Sport, Erziehungswissenschaft für das Lehramt und Psychologie. 1992 wurde an der Universität Bielefeld ihre Doktorarbeit im Fach Sportwissenschaft angenommen, die Schrift trug den Titel „Bewältigung gesundheitlicher Beeinträchtigungen durch sportliche Aktivität“.
Ab 1992 war sie am Institut für Sportwissenschaft der Universität Bayreuth als wissenschaftliche Assistentin tätig, 1999 schloss sie in Bayreuth ihre Habilitation (Thema: „Bindung an Gesundheitssport“) ab. An der Universität Vechta trat Pahmeier eine Professur für Sportwissenschaft mit den Schwerpunktbereichen „Sport und Gesundheit“ sowie „Sport und Bewegung“ an. Sie ist Mitglied des Sprecherrats der Gesundheitskommission der Deutschen Vereinigung für Sportwissenschaft.
Pahmeier befasst sich in ihrer sportwissenschaftlichen Forschung insbesondere mit dem Gesundheitssport, dem Sporttreiben von Kindern und Jugendlichen sowie dem Schulsport.